# Токтамиж
Токтами́ж (рос. Токтамыж, марій. Токтамыж) — присілок у складі Сернурського району Марій Ел, Росія. Входить до складу Сердезького сільського поселення.

## Населення
Населення — 98 осіб (2010; 96 у 2002).
Національний склад (станом на 2002 рік):
- марі — 86 %